# Santiago de Pupuja (distrito)
Santiago de Pupuja é um distrito do Peru, departamento de Puno, localizada na província de Azángaro.

## Transporte
O distrito de Santiago de Pupuja é servido pela seguinte rodovia:
- PU-117, que liga a cidade de José Domingo Choquehuanca  ao distrito
- PE-3S, que liga o distrito de La Oroya à Ponte Desaguadero (Fronteira Bolívia-Peru) - e a rodovia boliviana Ruta 1 - no distrito de Desaguadero (Região de Puno)
- PE-34B, que liga o distrito de Juliaca à cidade de Ayapata[1][2][3]